# Gembloux Agro-Bio Tech
Gembloux Agro-Bio Tech (abbreviato GxABT) è il nome di un dipartimento dell'Università di Liegi, situato a Gembloux nella provincia belga di Namur. Fino al 2009, la scuola era un'università indipendente (facoltà) per l'agricoltura e la bioingegneria, che era chiamata Faculté universitaire des Sciences agronomiques de Gembloux (abbreviazione FUSAGx). Il dipartimento è il più antico istituto di insegnamento e ricerca belga dedicato esclusivamente all'agricoltura e alla bioingegneria.

## Storia
Nel 1860, fu  fondato a Gembloux l'Institut agricole de l'Etat, la prima istituzione universitaria belga per le scienze agrarie. Nel 1920 l'istituto fu ribattezzato Institut agronomique de l'Etat e nel 1965 in Faculté des Sciences agronomiques de l'Etat. La Comunità francofona del Belgio è ora l'istituzione dell'università. Nel 2009 la Faculté universitaire des Sciences agronomiques di Gembloux si è fusa con l'Università di Liegi e da allora è stata chiamata Gembloux Agro-Bio Tech (GxABT).

## Campus
Il collegio ha sede negli edifici dell'abbazia di Gembloux, un'antica abbazia benedettina fondata da Saint Guibert di Gembloux intorno al 940 e ricostruita tra il 1762 e il 1779 dall'architetto Laurent-Benoît Dewez in stile classico.

## Organizzazione
L'università è divisa in tre dipartimenti, ognuno dei quali è soggetto ad altri dipartimenti:
- Scienze e tecnologia ambientale (Sciences et technologies de l'environnement)
- Scienze agrarie (Sciences agronomiques)
- Chimica e bioindustria (Chimie e bioindustrie)